# Grand Zab
Pour les articles homonymes, voir Zab.
Le Grand Zab, est un fleuve d'environ 400 km de long qui traverse la Turquie et l'Irak. Il prend sa source en Turquie près du lac Van et rejoint le Tigre en Irak au sud de Mossoul. Sur son parcours, le fleuve recueille l'eau de nombreux affluents et le bassin hydrographique du Grand Zab couvre environ 40 300 km2. Le fleuve et ses affluents sont principalement alimentés par les précipitations et la fonte des neiges, ce qui explique que le débit fluctue fortement tout au long de l'année. Au moins six barrages ont été prévus sur le Grand Zab et ses affluents, mais la construction d'un seul d'entre eux, le barrage de Bekhme, a commencé mais a été interrompue après la guerre du Golfe.
Les monts Zagros sont occupés depuis au moins le Paléolithique inférieur, et l'occupation néandertalienne du bassin du Grand Zab a été attestée sur le site archéologique de la grotte de Shanidar. Des documents historiques concernant la région sont disponibles à partir de la fin du troisième millénaire avant notre ère. À l'époque néo-assyrienne, le Grand Zab fournissait de l'eau pour l'irrigation des terres autour de la capitale Nimrud. La bataille du Zab, qui a mis fin au Califat omeyyade, s'est déroulée près d'un affluent du Grand Zab, et les vallées de la rivière ont abrité les réfugiés de la conquête mongole de l'Irak. Au cours des XIXe et XXe siècles, le bassin du Grand Zab a été le théâtre de fréquents soulèvements de tribus kurdes locales en quête d'autonomie.

## Cours

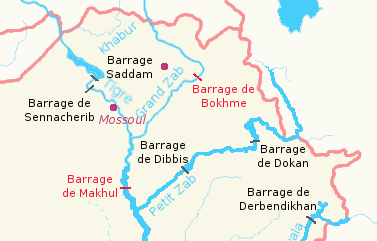
Carte montrant le cours du Grand Zab en Irak et l'emplacement du Barrage de Bakhma.

Le Grand Zab prend sa source en Turquie dans la région montagneuse située à l'est du lac Van, à une altitude d'environ 3 000 m, et rejoint le Tigre sur sa rive gauche en Irak,,. En Turquie, le Grand Zab traverse les provinces de Van et de Hakkâri, tandis qu'en Irak, il traverse la province de Duhok et la province d'Erbil, qui font toutes deux partie de la région du Kurdistan. Avec le Tigre, le Grand Zab forme la frontière entre la province d'Erbil et la province de Ninive. Dans son cours supérieur, le Grand Zab coule à travers des gorges rocheuses et escarpées. Le tronçon entre Amedi et les gorges de Bekhme, où le barrage de Bekhme n'est pas achevé, a été appelé la vallée de Sapna (en) et sera en grande partie inondé si le projet est achevé. De nombreux ruisseaux de montagne et oueds rejoignent le Grand Zab sur ses rives droite et gauche. Le Grand Zab reçoit la plupart de ses eaux des affluents de la rive gauche : le Rubar-i-Shin, le Rukuchuk, le Rubar-i-Ruwandiz, le Rubat Mawaran et le Bastura Chai.
La longueur du Grand Zab a été estimée à 392 km, et 473 km. Environ 300 km du cours du fleuve se trouvent en Irak. Le débit moyen du Grand Zab est de 419 m3/s, mais des débits de pointe allant jusqu'à 1 320 m3/s ont été enregistrés. Le débit annuel moyen est de 13,2 km3. En raison de sa nature torrentielle, les géographes arabes médiévaux ont décrit le Grand Zab — ainsi que le Petit Zab — comme étant « possédé de façon démoniaque ».

## Bassin hydrographique
Les estimations du bassin hydrographique du Grand Zab varient considérablement — de 25 810 km2 à 40 300 km2. Environ 62 % du bassin se trouve en Irak, le reste en Turquie. Au sud, le bassin du Grand Zab est contigu à celui du Petit Zab, tandis qu'à l'est, il jouxte le bassin du Tigre. Le Zagros est constitué de plis calcaires parallèles s'élevant à plus de 3 000 m d'altitude. Les vallées — y compris celle du Grand Zab — et la zone de contrefort du sud-ouest sont remplies de gravier, de conglomérat et de grès, résultat de l'érosion par l'eau. La vallée d'Amadiya, dans le bassin hydrographique du Grand Zab, est la troisième plus grande vallée du Zagros irakien, après le Shahrizor (en) et la plaine de Ranya,.
Le Grand Zab prend sa source dans les hautes terres des monts Zagros, où règne un climat à l'hiver froid et aux précipitations annuelles supérieures à 1 000 mm. De là, la rivière s'écoule dans la zone de contrefort des Zagros, où les précipitations tombent à moins de 300 mm par an à la confluence avec le Tigre. Les températures estivales moyennes sont généralement plus élevées dans la zone de contrefort que dans les montagnes,. Le haut Zagros se caractérise par trois biomes différents : la zone située au-dessus de la limite des arbres à 1 800 m où les arbustes et les herbes dominent, la zone située entre 1 800 et 610 mètres qui était autrefois dominée par une forêt ouverte de chênes (Quercus aegilops (en)), et les vallées fluviales plus humides et parfois marécageuses,. D'autres arbres que le chêne peuvent être trouvés dans la zone forestière, notamment le genévrier à des altitudes plus élevées, le frêne, l'aubépine, l'érable et le noyer à des altitudes intermédiaires, ainsi que le pistachier et l'olivier dans les zones plus basses et plus sèches. Dans la zone de contrefort, de nombreuses terres sont maintenant cultivées, mais il reste de petites parcelles de végétation naturelle dominée par des herbes du genre Phlomis.

## Modifications du cours d'eau
À ce jour, un grand barrage a été partiellement construit sur le Grand Zab : Le barrage irakien de Bekhme et la centrale hydroélectrique au fil de l'eau Bağışlı de 24 MW de la Turquie,. Cinq autres sont prévus dans le bassin du Grand Zab par la Turquie et l'Irak. L'Office national turc de l'hydraulique (en) prévoit de construire les barrages de Çukurca et de Doğanlı (en) près de Çukurca et le barrage de Hakkâri près de la ville de Hakkâri. Le barrage de Hakkâri, doté d'une centrale électrique de 245 MW, est en cours de conception finale, tandis que les barrages de Çukurca et de Doğanlı accueilleront respectivement des centrales électriques de 245 MW et de 462 MW.
L'Irak a commencé la construction des barrages de Bekhme et de Deralok (en) et en a planifié deux autres — les barrages de Khazir-Gomel et de Mandawa. Des projets de construction d'un barrage dans le Grand Zab, dans les gorges de Bekhme, pour le contrôle des inondations et l'irrigation, ont été proposés pour la première fois en 1937. Une étude de faisabilité a déterminé que le site n'était pas adapté à la construction d'un barrage et le projet a été abandonné. En 1976, une autre étude a proposé trois sites différents sur le Grand Zab, y compris le site suggéré dans l'étude précédente. Ce site a finalement été choisi en 1989, lorsque les travaux du barrage ont commencé. La construction du barrage de Bekhme a été interrompue par le déclenchement de la guerre du Golfe en 1990 et le barrage n'a pas été achevé. Après la guerre, le site du barrage a été pillé. Les plans du barrage de Bekhme prévoyaient un barrage de 230 m de haut et une centrale hydroélectrique souterraine abritant six turbines d'une capacité totale de 1 560 MW. Le réservoir qui aurait été créé par le barrage de Bekhme aurait eu une capacité de stockage de 17 km3 et aurait inondé de nombreux villages, le site archéologique de Zawi Chemi Shanidar et la route d'accès à la grotte de Shanidar (mais pas la grotte elle-même),.

## Histoire

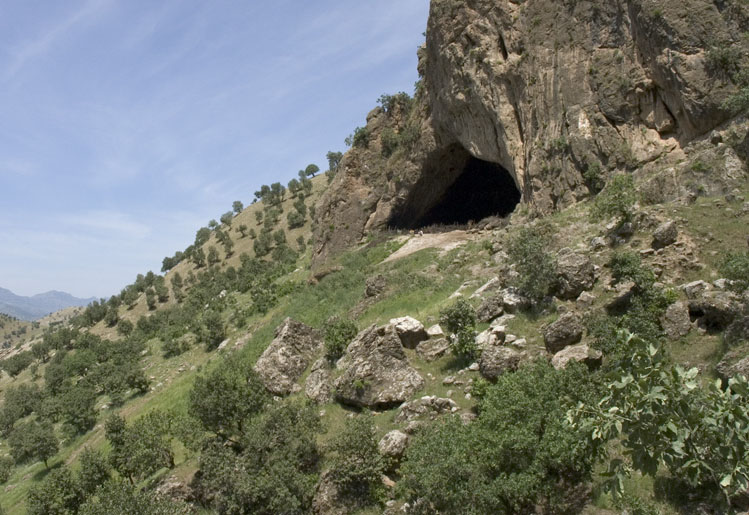
L'entrée de la grotte de Shanidar.

Les preuves de l'occupation humaine du Zagros remontent au Paléolithique inférieur, comme en témoigne la découverte de nombreux sites troglodytes datant de cette période dans la partie iranienne de la chaîne de montagnes. Des assemblages d'outils en pierre du Paléolithique moyen sont connus à Barda Balka, une grotte située au sud du Petit Zab, et dans le Zagros iranien,. Un assemblage d'outils en pierre moustériens — produits par des Néandertaliens ou des humains anatomiquement modernes (en) — a récemment été mis au jour à Erbil. Les Néandertaliens ont également occupé le site de Shanidar. Ce site troglodytique, situé dans la vallée de la Sapna, a livré une séquence de peuplement qui s'étend du Paléolithique moyen à l'Épipaléolithique. Le site est particulièrement connu pour ses sépultures néandertaliennes. L'occupation épipaléolithique de Shanidar, contemporaine de l'utilisation de l'ensemble d'outils en pierre de Kebara, est la plus ancienne preuve d'une occupation humaine anatomiquement moderne dans le bassin du Grand Zab. L'occupation protonéolithique, ou natoufienne, qui suit est contemporaine de l'occupation la plus ancienne du site en plein air voisin de Zawi Chemi Shanidar. M'lefaat, sur la rivière Khazir (en) (un affluent du Grand Zab), était un petit village de chasseurs-cueilleurs datant du 10e millénaire avant notre ère et contemporain du Néolithique précéramique au Levant. Une étude archéologique de la citadelle d'Erbil, dans la plaine au sud du cours inférieur du Grand Zab, a montré que ce site a été occupé de façon continue au moins à partir du 6e millénaire avant notre ère,.
La première référence historique à la région remonte à la troisième dynastie d'Ur, lorsque le roi Shulgi mentionne la ville d'Urbilum - l'ancien nom de l'actuelle Erbil. Les grandes capitales assyriennes d'Assur, de Ninive, de Nimrud et de Dur-Sharrukin étaient toutes situées dans la zone de contrefort où le Grand Zab se jette dans le Tigre, et le bassin du Grand Zab a été de plus en plus intégré dans les empires du Moyen Assyrien et du Néo-Assyrien. Nimrud, la capitale de l'empire jusqu'en 706 avant notre ère, était située à seulement 10 km du confluent du Grand Zab et du Tigre. Le roi assyrien Assurnasirpal II construisit un canal appelé Patti-Hegalli qui puisait l'eau du Grand Zab pour irriguer les terres autour de Nimrud, et ce canal fut restauré par ses successeurs Tiglath-Phalazar III et Assarhaddon. Ce canal longeait la rive droite du Grand Zab et traversait une falaise rocheuse au moyen d'un tunnel et est encore visible aujourd'hui. Après la chute de l'empire néo-assyrien, les Mèdes prirent le contrôle de la région, suivis par les Achéménides en 550 avant notre ère. La bataille de Gaugamèles en 331 avant notre ère - l'une des batailles décisives qui conduisit à la chute de l'empire achéménide aux mains d'Alexandre le Grand — se serait déroulée au nord du Grand Zab, dans les environs de Mossoul. Après la mort d'Alexandre en 323 avant notre ère, le contrôle de la région passe aux Séleucides.
En 750 de notre ère, le dernier calife omeyyade Marwan II est vaincu par l'Abbasside As-Saffah lors de la bataille du Zab sur les rives de la rivière Khazir, un affluent du Grand Zab. Lorsque les Mongols déferlent sur l'Irak au XIIIe siècle et saccagent Erbil, de nombreux survivants cherchent refuge dans les vallées inaccessibles du Grand Zab[41]. La vallée de la Sapna abritait des communautés chrétiennes et musulmanes, comme en témoignent les objets chrétiens découverts à Zawi Chemi Shanidar. Au XIXe siècle, la région était contrôlée par les chefs kurdes locaux. Au début du XVIe siècle, on comptait quelques dizaines de milliers de chrétiens dans le quadrilatère formé par la boucle du Grand Zab, le Lac de Van et le Lac d'Ourmia. Pendant la Première Guerre mondiale, de violents combats ont eu lieu dans la région, et Rowanduz a été pillée par les soldats russes en 1916. Après la Première Guerre mondiale, de violents combats ont eu lieu entre la tribu Barzani - qui luttait pour l'établissement d'un État kurde indépendant - et plusieurs autres tribus kurdes, ainsi qu'entre les Barzanis et le gouvernement irakien. Le dernier de ces soulèvements a commencé en 1974 et a conduit à de lourds bombardements de villes et de villages dans le bassin du Grand Zab.
Récemment, le fleuve a servi comme frontière des régions peuplées par les Kurdes en Irak.[réf. nécessaire]